# Amarilis Savón
Amarilis Savón, née le 13 mai 1974 à La Havane, est une judokate cubaine.

## Biographie
Amarilis Savón a remporté trois médailles de bronze aux Jeux olympiques. En 1992, elle décroche la troisième place à seulement 18 ans derrière celles qui dominent alors la catégorie des poids super-léger (-48 kg) : Ryoko Tamura et Cécile Nowak. Quatre ans plus tard à Atlanta, elle échoue une seconde fois aux portes de la finale puisque battue en 1/2 finale par la Japonaise Ryoko Tamura. Après une absence à Sydney en 2000, elle change de catégorie et passe en poids mi-léger (-52 kg). Elle gagne une nouvelle médaille de bronze dans cette catégorie aux Jeux d'Athènes. Lors des Championnats du monde, après plusieurs podiums, elle doit attendre 2003 pour remporter sa première couronne internationale. Auparavant, elle s'était illustré en gagnant à trois reprises la médaille d'or aux Jeux panaméricains.

## Palmarès

### Jeux olympiques
- Jeux olympiques de 1992 à Barcelone (Espagne) :
  -  Médaille de bronze dans la catégorie des poids super-léger (-48 kg).
- Jeux olympiques de 1996 à Atlanta (États-Unis) :
  -  Médaille de bronze dans la catégorie des poids super-léger (-48 kg).
- Jeux olympiques de 2004 à Athènes (Australie) :
  -  Médaille de bronze dans la catégorie des poids mi-léger (-52 kg).

### Championnats du monde
- Championnats du monde 1995 à Chiba (Japon) :
  -  Médaille de bronze dans la catégorie des poids super-léger (-48 kg).
- Championnats du monde 1997 à Paris (France) :
  -  Médaille d'argent dans la catégorie des poids super-léger (-48 kg).
- Championnats du monde 1999 à Birmingham (Royaume-Uni) :
  -  Médaille d'argent dans la catégorie des poids super-léger (-48 kg).
- Championnats du monde 2003 à Osaka (Japon) :
  -  Médaille d'or dans la catégorie des poids mi-léger (-52 kg).

### Divers
- 3 médailles d'or aux Jeux panaméricains.
- 8 podiums dont 1 victoire au Tournoi de Paris.